# Cleora decisaria
Cleora decisaria es una polilla perteneciente a la familia Geometridae. La especie fue descrita por primera vez por Francis Walker en 1866, habiendo sido descrita en 1981, con distribución en Australia.

## Descripción

### Polilla
La polilla adulta de esta especie es de color marrón grisáceo con líneas onduladas y zonas amarillas variables. C. decisaria es la especie Cleora de Borneo más pálida, fuera del grupo de especies Carecomotis. El color de fondo blanquecino está marcado con marrón pálido, salvo por las conspicuas y finas hojas postmediales de color marrón oscuro, que se asocian distalmente con una banda pálida y opaca de color marrón anaranjado. Es una polilla mediana con una envergadura de unos 3 centímetros (1,2 plg).

### Oruga
La oruga de C. decisaria es una medidora verde y lisa, a la que le faltan tres pares de propatas. En sus primeros estadios presenta espiráculos blancos y líneas oscuras tenues a lo largo del cuerpo. En estadios posteriores, desarrolla dos cuernos romos en la cola, un par de manchas dorsales negras detrás del tórax y manchas dorsales blancas en los últimos segmentos abdominales.
Las orugas alcanzan una longitud de unos 3 centímetros (1,2 plg). La pupa es de color marrón rojizo y mide aproximadamente 1,5 cm de largo.

## Ecología: hábitat y distribución
Se ha encontrado a la oruga alimentándose del olivo australiano (Chionanthus ramiflorus) y del palo amarillo (Sarcomelicope simplicifolia, anteriormente Acronychia baueri).
Se forma en un capullo cubierto de tierra, justo debajo de la superficie.
La especie se ha encontrado en el sudeste asiático, incluyendo las islas de Borneo,Nueva Guinea, Islas Salomón, así como en Australia Occidental, Queensland, Nueva Gales del Sur y Victoria.